# Aldabrachelys grandidieri
La tartaruga gigante di Grandidier (Aldabrachelys grandidieri (Vaillant, 1885)) è una specie estinta di tartaruga gigante (gen. Aldabrachelys) vissuta nell'Olocene, endemica del Madagascar. L'analisi del DNA mitocondriale estratto da un osso subfossile conferma che si tratta di una specie distinta.

## Descrizione

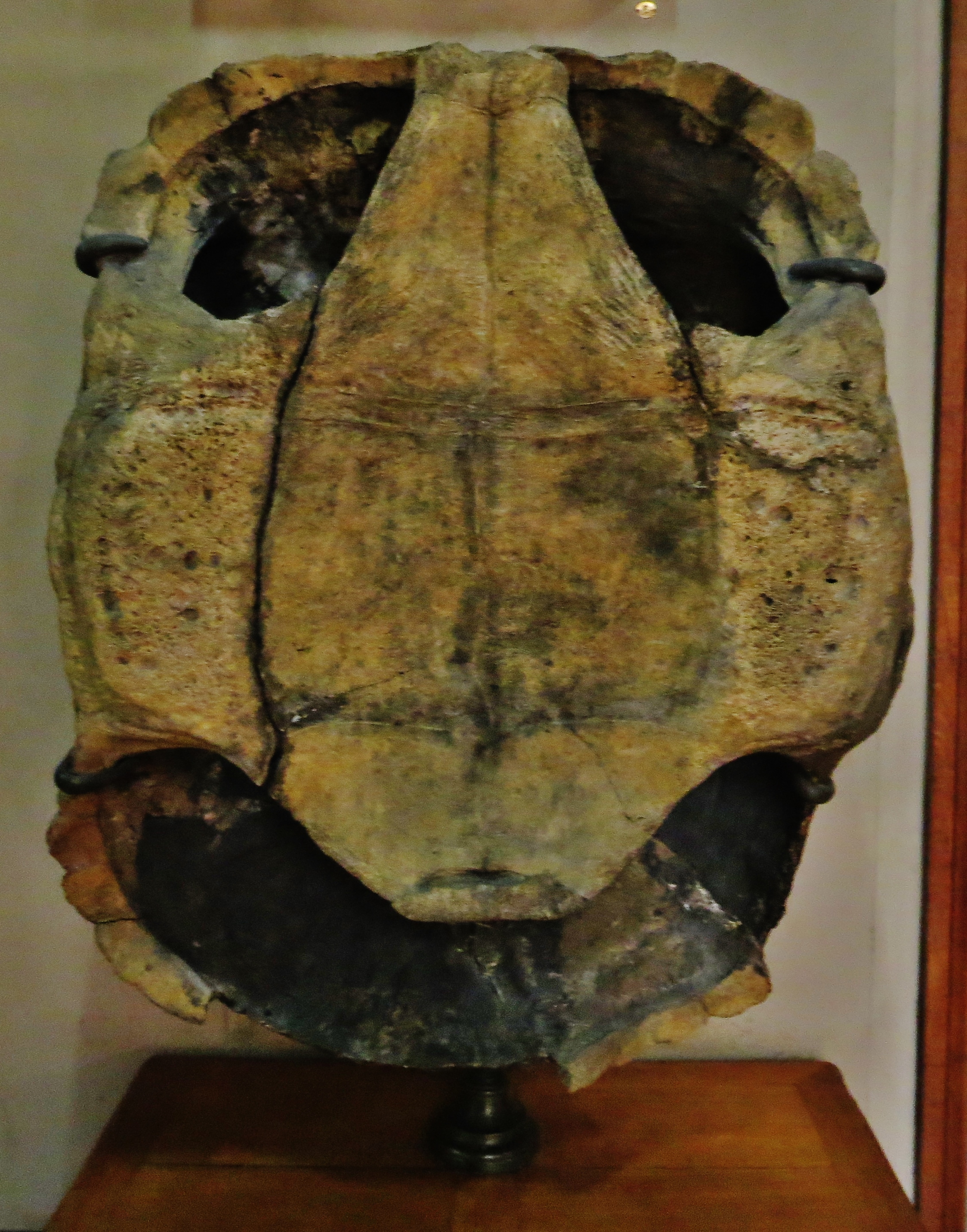
Piastrone

La tartaruga gigante di Grandidier era una tartaruga di grandi dimensioni, una delle più grandi al mondo, con una lunghezza del carapace di circa 125 centimetri (49 pollici). Rappresentava una delle sei specie di tartarughe endemiche del Madagascar (due grandi Aldabrachelys; due medie Astrochelys; e due piccole Pyxis).
Questa tartaruga si distingue dalle altre specie del genere Aldabrachelys per il suo carapace massiccio, appiattito, i lati del carapace allargati, gular (scaglie della gola) corti, la parte superiore dell'apertura nasale più alta della parte superiore delle orbite, quadrati divergenti, ampi postorbitali e un processus vomerinus molto grande dorsalmente. L'animale possedeva un carapace insolitamente spesso e duro, forse un adattamento alla pressione predatoria. Contrariamente alla sua specie gemella, A. abrupta, che si nutriva primariamente di cespugli e rami bassi, sembra che A. grandidieri si nutrisse di piante basse ed erbe, pascolando nelle praterie e nelle zone umide.

## Paleobiologia
Aldabrachelys grandidieri (insieme ad Aldabrachelys abrupta) erano, probabilmente, dei dispersori di semi delle sei specie di baobab (Adansonia spp.) endemiche del Madagascar; in un esperimento, le odierne tartarughe giganti di Aldabra (Aldabrachelys gigantea) consumarono prontamente il frutto di Adansonia rubrostipa, dimostrando che anch'esse mostravano gli adattamenti necessari per nutrirsi e disperdere i semi di questi alberi. Altre funzioni ecologiche delle tartarughe giganti probabilmente includevano il calpestamento ed il consumo selettivo della vegetazione. È stato suggerito che introducendo le tartarughe giganti di Aldabra in Madagascar, queste potrebbero riempire la nicchia ecologica lasciata vuota dalla scomparsa delle loro controparti malgasce.

## Estinzione
Il materiale fossile di questa specie è stato datato a 1 250-2 290 anni fa. Sembra che la specie si sia estinta relativamente presto dopo che la successiva migrazione di esseri umani è arrivata dalla terraferma dall'Africa. A differenza della sua specie gemella più comune, la tartaruga gigante inclinata (Aldabrachelys abrupta, anch'essa estinta), sembra che la massiccia A. grandidieri non sia riuscita a sopravvivere alla coesistenza con gli umani quando questi arrivarono in Madagascar.